# Estación Peleco
Peleco fue una estación ferroviaria ubicada en la localidad homónima, en la comuna chilena de Cañete, al sur de la Región del Biobío, y que fue parte del ramal Los Sauces-Lebu. La vía se halla levantada y quedan los cimientos de la estación.

## Historia
Con el inicio de la planificación y estudios de un ferrocarril que uniera al puerto de Lebu con la red central, varios estudios se realizaron entre 1894 a 1905, pero para 1915 la empresa "The Chilian Eastern Central Railway Company" estaba con problemas financieros y con el tramo entre estación Los Sauces y Guadaba listos; y tuvo que venderle su parte a la Compañía Carbonífera de Lebu, quien siguió los trabajos en 1923. El ferrocarril llegó a esta estación en mayo de 1923, con la culminación de la construcción de la sección del ferrocarril entre desde estación Tres Pinos hasta esta estación.
Debido a la tarea de atravesar la cordillera de Nahuelbuta, el ferrocarril entero entró en operaciones en 1939.
El 20 de octubre de 1998 la Empresa de los Ferrocarriles del Estado da de baja el ramal entre Purén y Lebu; y en 2005 se entrega el permiso estatal para la remoción de todo bien mueble e inmueble del ramal. La vía se halla levantada y quedan los cimientos de la estación.